# Željko Gavrilović
Željko Gavrilović (Užice, 1971. december 6. –) szerb-bosnyák labdarúgó. Igazi vándormadár hírében áll. Összesen 7 országban profiskodott (Jugoszlávia, Portugália, Hongkong, Görögország, Magyarország, Szerbia és Montenegró és Bosznia-Hercegovina). Az FK Modriča játékosa.

## Külső hivatkozások
- Profil (angol)